# Hággajávrátje
Hággajávrátje är en sjö i Arvidsjaurs kommun i Lappland och ingår i Piteälvens huvudavrinningsområde. Sjön har en area på 0,0329 kvadratkilometer och ligger 351,1 meter över havet.

## Delavrinningsområde
Hággajávrátje ingår i det delavrinningsområde (731764-164989) som SMHI kallar för Mynnar i Harrejaurbäckens vattendragsyta. Medelhöjden är 356 meter över havet och ytan är 7,75 kvadratkilometer. Det finns inga avrinningsområden uppströms utan avrinningsområdet är högsta punkten. Vattendraget som avvattnar avrinningsområdet har biflödesordning 4, vilket innebär att vattnet flödar genom totalt 4 vattendrag innan det når havet efter 165 kilometer. Avrinningsområdet består mestadels av skog (70 procent) och sankmarker (22 procent). Avrinningsområdet har 0,12 kvadratkilometer vattenytor vilket ger det en sjöprocent på 1,5 procent.